# Ausweichkrankenhaus Drangstedt-Knüppelholz

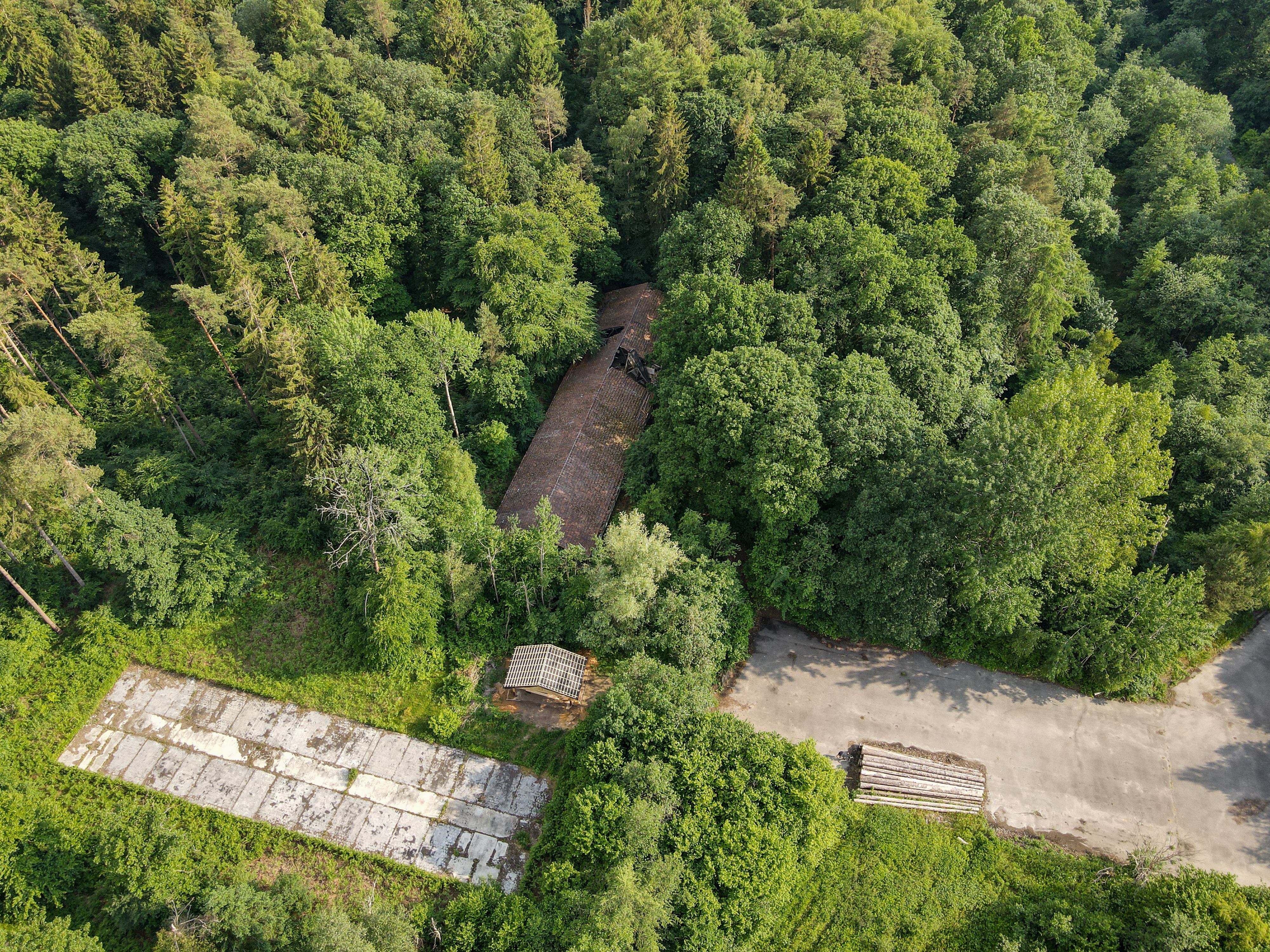
Überreste des Krankenhauses

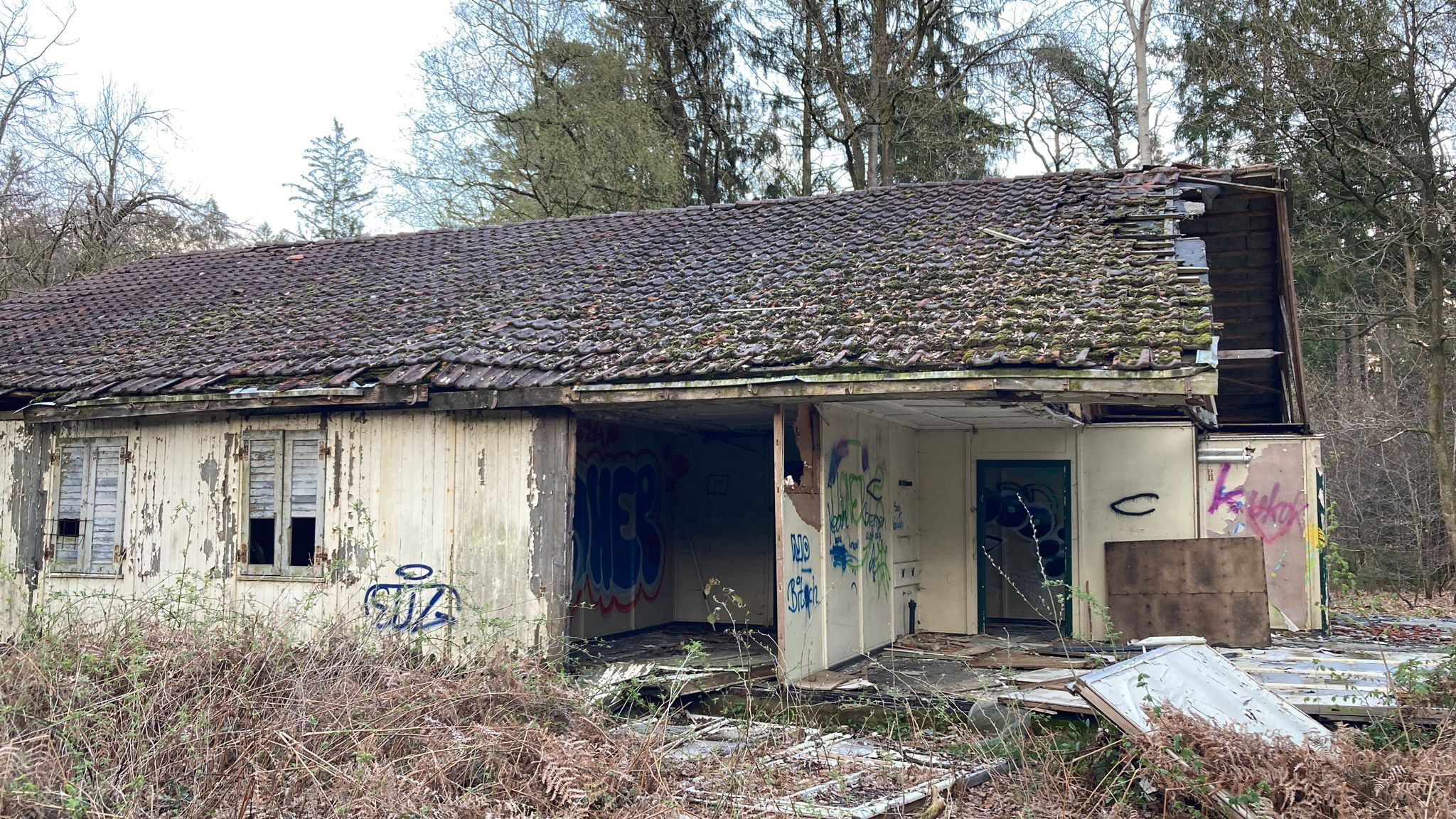
Bild des Krankenhauses heute

Das Ausweichkrankenhaus Drangstedt-Knüppelholz (auch Waldkrankenhaus Drangstedt-Knüppelholz) war zwischen 1944 und 1958 ein Krankenhaus in Drangstedt im Landkreis Cuxhaven.

## Geschichte

### Nutzung bis 1945
Im Waldgebiet „Knüppelholz“ waren ab 1942 Wehrmachtsoldaten in einem großen Barackenlager untergebracht. Das Lager umfasste etwa 17 Baracken und war etwa 10 Hektar groß. Zur selben Zeit wurden Bremerhavener Kinder, die an Scharlach, Diphtherie und ähnlichen Krankheiten erkrankt waren, hier betreut.
Ab 1944 wurden die Baracken zu Krankenstationen der Bremerhavener Kliniken umfunktioniert, da diese durch Feuer unbenutzbar gemacht worden waren. Die Kinderklinik von Frau Becker, die Geburtsabteilung, die Frauenklinik, die HNO-Klinik und viele andere Abteilungen fanden in den Baracken eine neue Unterkunft, ebenso wie das klinische Labor.

### Nutzung ab 1945
Im Jahr 1952 wurde in den Baracken eine Station für TB-Lungenkrankheiten eingerichtet. Auch Lehrgänge für Medizinisch-technische Assistenten (MTA) fanden dort statt. Die MTA-Auszubildenden konnten kostenlos wohnen, mussten jedoch ihre Wochenenden für Wochendienste freihalten. Auf dem Gelände befand sich auch ein Freibad, das aus einem umfunktionierten Feuerlöschteich bestand. Später wurde das Freibad mit einem Zaun geschlossen, um den TB-Kranken den Zutritt zu verwehren und die Verbreitung von TB-Bakterien zu verhindern.
Im Jahr 1958 nahmen alle Bremerhavener Kliniken ihren Betrieb wieder auf, wodurch das Knüppelholz quasi überflüssig wurde. An seiner Stelle wurde ein Altenheim auf dem Gelände errichtet. Die Behelfsapotheke blieb bestehen und das Café sowie der Kiosk wurden ausgebaut.
Ab dem 1. April 1967 wurde das Gebiet als Truppenunterkunft mit dem Namen "Lager Drangstedt" genutzt. Es gab 9 Unterkunftsbaracken, 2 Lehrsaalbaracken, 1 Lagerbaracke, 1 Sanitätsbaracke, 1 Speiseraum, 1 Kantine, 1 Wirtschaftsbaracke mit Heizungsanlage, 1 Verwaltungsbaracke sowie 1 Werkstattbaracke. Die Anlage wurde genutzt von der "Marinelehrkompanie für Verwendung im Ausland", der "Schiffstammleitstelle Drangstedt" sowie einer Marinefernmeldegruppe und Standortverwaltung. Diese Nutzung dauerte bis zum 1. Mai 1974, und die Anlage wurde von allen kurz "Knüppelholz" genannt. Die Umbauarbeiten begannen im Jahr 1964 und dauerten zwei Jahre.
Vom 1. April 1973 bis zum 22. Dezember 1982 befand sich in Knüppelholz die Lehrgruppe Grundausbildung der Marineortungsschule "MOS" (Rekruten). Ab dem 22. Dezember 1982 wurde diese Ausbildung in der Marineortungsschule "MOS" in Bremerhaven fortgesetzt.
Von 1982 bis zum 30. September 1983 wurden die Baracken von den Marinefliegern aus Nordholz und der US Army genutzt, da der Mietvertrag mit dem Land Niedersachsen am 30. September 1983 auslief. Danach stand die Anlage leer und die Gebäude mussten vom Bund entfernt werden. In den neunziger Jahren wurden zahlreiche Baracken abgerissen und das verliehene Gelände wurde von der Försterei wieder übernommen.
Vier Baracken sind noch vorhanden und dienen als Unterkunft für eine Vielzahl verschiedener Fledermäuse, was eine der größten Ansammlungen dieser Art in Norddeutschland darstellt. Die Baracken sind mit Graffiti beschmiert und einsturzgefährdet.